# Spilophorella furcata
Spilophorella furcata är en rundmaskart som beskrevs av Murphy 1963. Spilophorella furcata ingår i släktet Spilophorella och familjen Chromadoridae. Inga underarter finns listade i Catalogue of Life.